# Silberkaule
Silberkaule ist ein Ortsteil im Stadtteil Asselborn von Bergisch Gladbach.

## Geschichte
Der Name Silberkaule bezieht sich auf einen früheren Grubenbetrieb, in dem ursprünglich nach Silber gegraben wurde. Zahlreiche Pingen im Gelände zeugen noch heute von einem zumindest mittelalterlichen Bergbau, der auch älter sein kann. Die Bezeichnung Silberkaule  ist in der ersten Hälfte des 19. Jahrhunderts bereits in die Gewannenbezeichnung In der silber Kaule eingegangen. 1905 standen hier drei Gebäude mit 17 Bewohnern.

## Silberkauler Siefen
Der Silberkauler Siefen hat seinen Namen mit seinem in den Dürschbach fließenden Gewässer ebenfalls von dem früheren Grubenbetrieb. 

## Bergbau
Seit 1853 wurde hier intensiv Bergbau betrieben. Das Bergwerk hatte seit dieser Zeit den Namen Grube Washington. Der Betrieb wurde 1912 geschlossen, weil die Vorräte erschöpft waren. 